# Blanus aporus
Blanus aporus (лат.) — вид амфисбен из семейства Blanidae. Встречается в Турции. Ранее считался подвидом блануса Штрауха, но в 2014 году Синдако, Корнилиос, Сакки и Лимбераксис подтвердили его самостоятельность как вида.

## Описание
Blanus aporus могут быть от розового до тёмно-коричневого или почти чёрного цвета. Взрослые особи достигают примерно 20 см в длину. Имеют от 98 до 116 колец тела, число чешуек в кольце в середине тела колеблется от 33 до 43; число преклоакальных пор составляет от 4 до 8.

## Распространение
Распространён в основном на побережье от Мерсина на востоке, где он встречается с B. alexandri, до юго-западной провинции Анталья, где он встречается с B. strauchi на западе. B. aporus распространён ближе к прибрежным районам, нежели B. aporus[прояснить].

## Образ жизни
Большую часть жизни проводит под землёй, иногда выбираясь на поверхность. Часто особей этого вида можно найти под камнями.

## Рацион
Питаются мелкими насекомыми, ракообразными и паукообразными. Зачастую селятся возле муравейников и термитников или прямо в них.